# Csihák László
Csihák László (? – ), névváltozata: Csernai Csihák László, magyar színész.

## Élete
1949-ben felvették a Színművészeti Főiskolára, ahol 1953-ban szerzett oklevelet.
„A Fiatal Művészek Kísérleti Stúdiója még 1977-ben készítette azt az egyórás filmet, amelynek nem éppen szerencsésen „Akik kimaradtak a szereposztásból” címet adták. A filmben megszólal: [...] Csernai Csihák László [...]. Köztük olyan munkás-paraszt származású színészek, akiket a felszabadulás után a Színház- és Filmművészeti Főiskolán a majdan megírandó szocialista-realista drámák munkás-parasztszerepeinek eljátszására készítettek fel. S ebből kitűnően diplomáztak is. [...] A diploma átvétele után szinte valamennyien fővárosi színházaknál helyezkedtek el. Többen már utolsó éves korukban játszottak a Nemzetiben, kaptak kisebb-nagyobb filmszerepeket. S hogy a feladatokat jól oldották meg, arra a régi színházi lapok kritikái emlékeztetnek. Néhányan vidéki színházaknál próbálták tudásukat fejleszteni. De lassan elfogytak a rájuk szabott szerepek. S ők nem tudtak lépést tartani a hirtelen változással. Volt, aki hosszú hónapokon keresztül énekelni tanult. Nem sikerült. Most egy kamarakórusban énekel családi rendezvényeken, temetéseken – diplomával a zsebében. És a többiek? Van, aki önálló esteken áll az „ezerfejű Cézár” elé, van, aki diplomáját szépen bekeretezte, és költőnek csapott fel. Van, akiből színházi ügyelő, segédszínész lett. Néha-néha kap egy-egy kisebb szerepet televízióban, filmen. Családjuknak, gyermeküknek élnek. Csak egytől nem tudnak elszakadni: a színháztól, a filmtől.”

## Színházi szerepei
- Zoltán Pál–Tarnay György: Gabriel Pat (Bodnár József) (kaposvári Csiky Gergely Színház, 1962. március 28.)[2]
- Schiller: Stuart Mária (Paulet lovag) (Kaposvári Csiky Gergely Színház, 1964. február 19.)[3]

## Filmszerepek

### Portréfilm
- „Akik kimaradtak a szereposztásból” (színészportré többek között Csihák Lászlóról is) (1977)

### Játékfilmek
- Hajdu István igazsága (rövidfilm; 1953) (Telkes bácsi)